# Rancid (2000)
Rancid (conosciuto anche come Rancid 5 o Rancid 2000) è il quinto album in studio del gruppo musicale statunitense Rancid,  pubblicato il 1º agosto 2000 dalla Hellcat Records e Epitaph Records.

## Accoglienza
| Recensione           | Giudizio |
| -------------------- | -------- |
| AllMusic             |          |
| Entertainment Weekly | A-       |
| NME                  |          |
| Rolling Stone        |          |

Rancid ha ottenuto recensioni positive da parte dei critici musicali. Su Metacritic, sito che assegna un punteggio normalizzato su 100 in base a critiche selezionate, l'album ha ottenuto un punteggio medio di 78 basato su quattordici recensioni.

## Tracce
Testi e musiche di Tim Armstrong, eccetto dove indicato.
1. Don Giovanni – 0:35
2. Disgruntled – 1:00
3. It's Quite Alright – 1:29
4. Let Me Go – 3:13
5. I Am Forever – 1:04
6. Poison – 1:17
7. Loki – 0:47
8. Blackhawk Down – 1:41
9. Rwanda – 1:20
10. Corruption – 1:27 (Tim Armstrong, Lars Frederiksen, Matt Freeman)
11. Antennas – 1:10
12. Rattlesnake – 1:42
13. Not to Regret – 2:16
14. Radio Havana – 3:42
15. Axiom – 1:40 (Tim Armstrong, Lars Frederiksen, Matt Freeman)
16. Black Derby Jacket – 2:35
17. Meteor of War – 1:21
18. Dead Bodies – 1:48 (Tim Armstrong, Lars Frederiksen)
19. Rigged on a Fix – 1:16
20. Young Al Capone – 1:52 (Tim Armstrong, Lars Frederiksen)
21. Reconciliation – 1:20
22. GGF (Golden Gate Fields) – 3:39

Traccia aggiunta nella versione giapponese
1. Sick Sick World – 1:18

## Formazione
- Tim Armstrong − chitarra e voce
- Lars Frederiksen − chitarra e voce
- Matt Freeman − basso e voce
- Brett Reed − batteria

## Classifiche
| Classifica (2000) | Posizione massima |
| ----------------- | ----------------- |
| Finlandia         | 39                |
| Regno Unito       | 68                |
| Stati Uniti       | 68                |